# Молябуха Большая
Молябуха Большая — деревня в Верхнеландеховском районе Ивановской области. Входит в состав Кромского сельского поселения.

## География
Находится в восточной части Ивановской области на расстоянии приблизительно 8 км на запад-северо-запад по прямой от районного центра поселка Верхний Ландех.

## История
Деревня отмечалась уже на карте 1850 года. В 1859 году здесь (тогда в составе Гороховецкого уезда Владимирской губернии) было учтено 38 дворов.

## Население
Постоянное население составляло 256 человек (1859 год), 11 в 2002 году (русские 100 %), 0 в 2010.